# Filippine ai Giochi della XX Olimpiade
Le Filippine parteciparono ai Giochi della XX Olimpiade che si sono svolti a Monaco di Baviera dal 26 agosto all'11 settembre 1972, con 53 atleti impegnati in 11 discipline per un totale di 47 competizioni. Portabandiera fu il cestista Jimmy Mariano, alla sua prima Olimpiade. Fu l'undicesima partecipazione di questo paese ai Giochi estivi. Non fu conquistata nessuna medaglia.

## Risultati

### Pallacanestro
| Atleta | Classifica |
| --- | ---------- |
| V · D · M Nazionale filippina - Pallacanestro ai Giochi della XX Olimpiade 4 Ocampo · 5 Melencio · 6 Mariano · 7 Florencio · 8 Bernardo · 9 Samson · 10 Papa · 11 Adornado · 12 Martires · 13 Paner · 14 Webb · 15 Cleofás · All. Ignacio Ramos | 13°        |
| Nazionale filippina - Pallacanestro ai Giochi della XX Olimpiade |            |
| 4 Ocampo · 5 Melencio · 6 Mariano · 7 Florencio · 8 Bernardo · 9 Samson · 10 Papa · 11 Adornado · 12 Martires · 13 Paner · 14 Webb · 15 Cleofás · All. Ignacio Ramos                                                                            |            |